# Kaiko Moti
 (septembre 2020).
Si vous disposez d'ouvrages ou d'articles de référence ou si vous connaissez des sites web de qualité traitant du thème abordé ici, merci de compléter l'article en donnant les références utiles à sa vérifiabilité et en les liant à la section « Notes et références ».
Kaiko Moti, né le 15 décembre 1921 à Bombay en Inde et mort en 1989, est un peintre et graveur actif en France.

## Biographie
Né Kaikobad Motiwalla à Bombay, en Inde, en 1921, l'artiste Kaiko Moti a fait ses études à la Bombay School of Fine Arts de 1939 à 1946. Il part ensuite étudier à la Slade School of Fine Art de l'University College de Londres, où il obtient une maîtrise de peinture et de sculpture.
En 1950, Moti déménage à Paris, dont il fait sa résidence permanente. Il fréquente l'Académie de la Grande Chaumière et étudie la sculpture auprès d'Ossip Zadkine. Cependant, le manque d'espace de son atelier l'amène à travailler sur des plaques de cuivre. À l'Atelier 17, il étudie ainsi la gravure avec Stanley William Hayter à partir de 1952.
Moti est apprenti à l'atelier de Hayter à Paris lorsque plusieurs artistes de cet atelier innovent en développant un procédé d'impression par viscosité, utilisant des peintures de couleurs et de consistance variées directement sur la gravure pour créer une gravure colorée.
Kaiko Moti meurt en 1989.

## Œuvres
Moti est influencé par les maîtres anciens, en particulier par Turner. Il produit principalement des gravures subtiles de fleurs, de paysages, de marines et d'animaux[réf. nécessaire].
À partir de 1953, il expose à la Biennale de Venise, à la Bibliothèque nationale de France à Paris, à la New York Public Library, à Art Basel et à Art Expo New York.
Son travail fait partie des collections permanentes du Victoria and Albert Museum, du Musée d'Art moderne de Paris et de la Bibliothèque nationale de France.

## Honneurs
Il est membre honoraire de l'Académie de Florence.
En 1983, Moti a reçu le métal d'or du Concours d'Art Impressionniste, musée d'Argenteuil, France[réf. souhaitée].